# Elston (Lancashire)
Elston – osada w Anglii, w hrabstwie Lancashire, w dystrykcie Preston, w civil parish Grimsargh. Leży 7 km od miasta Preston. W 1931 roku civil parish liczyła 51 mieszkańców.